# Giovanni Bolzoni (calciatore 1905)
Giovanni Bolzoni (Milano, 27 novembre 1905 – Lecco, 4 agosto 1980) è stato un allenatore di calcio e calciatore italiano, di ruolo difensore.

## Carriera

### Giocatore
Esordisce non ancora ventenne con la maglia del Milan contro il Livorno, incontro terminato 4-0 per i labronici, il 12 aprile 1925. Sarà questa l'unica sua presenza in quel campionato. La stagione successiva gioca col Parma in Prima Divisione.
Nel 1926 torna quindi in rossonero dove raccoglie ulteriori 4 presenze in massima serie. Passa quindi alla Milanese e, dopo la fusione tra questa e l'Inter, alla neonata Ambrosiana. Con questo club raccoglie 74 presenze in campionato e 4 nelle competizioni europee, vincendo lo scudetto nella stagione 1929-1930.
Termina la sua carriera giocando dapprima col Pavia, col Monza ed infine col Cantù.

## Palmarès

### Giocatore

#### Competizioni nazionali
- Campionato italiano: 1

Ambrosiana: 1929-1930
- Prima Divisione: 1

Pavia: 1932-1933